# Stüsslingen
Stüsslingen (gsw. Stüüslige) – miejscowość i gmina w Szwajcarii, w kantonie Solura, w jednostce administracyjnej (Amtei) Olten-Gösgen, w okręgu Gösgen. 1 stycznia 2021 do gminy przyłączono gminę Rohr.

## Demografia
W Stüsslingen mieszkają 1263 osoby. W 2021 roku 9,7% populacji gminy stanowiły osoby urodzone poza Szwajcarią. 